# Drapeau du Honduras
Le drapeau du Honduras est composé de trois bandes horizontales turquoise, blanche et turquoise avec cinq étoiles turquoise au centre de la bande blanche en forme de croix de Saint-André. Il tient son origine du drapeau des Provinces unies d'Amérique centrale qui regroupait entre 1823 et 1839 une grande partie de l'Amérique centrale. Le drapeau est quant à lui utilisé officiellement à partir du 9 janvier 1866. Des variantes plus sombres de la couleur bleue, bien que non officielles, ont longtemps été utilisées.

## Description
Les trois bandes horizontales évoquent la situation géographique du pays, à savoir une bande de terre (la bande blanche) coincée entre l'océan Pacifique et la mer des Caraïbes (bandes   bleues). On retrouve ce schéma et ces couleurs (avec des nuances dans le bleu) dans le drapeau du Nicaragua et le drapeau du Salvador. La couleur blanche symbolise plus spécifiquement la paix et la prospérité.
Au centre de la bande blanche, sont placées cinq étoiles à cinq branches formant une croix de saint André ; c'est un rappel aux cinq pays – le Honduras, le Costa Rica, le Guatemala, le Nicaragua et le Salvador – qui formaient les Provinces unies d'Amérique centrale. La disposition des étoiles forme un H la première lettre de Honduras.

Schéma de construction.

| Couleur | ● Blanc       | ● Turquoise (depuis 2022) | ● Bleu (ancienne version) |
| ------- | ------------- | ------------------------- | ------------------------- |
| HTML    | #FFFFFF       | #00BCE4                   | #0072CE                   |
| RVB     | 255, 255, 255 | 0, 188, 228               | 0, 114, 206               |
| Pantone | Process White | 118-6 C                   | 285 C                     |
| CMJN    | 0, 0, 0, 0    | 71, 0, 8, 0               | 90, 48, 0, 0              |

## Histoire

### Drapeaux antérieurs
Le drapeau actuel du Honduras tire ses origines du drapeau des Provinces-Unies d'Amérique centrale, ancien État fédéral éphémère regroupant cinq pays d'Amérique centrale, qui était également constitué de bandes horizontales turquoise et d'un blason en son centre. 
En novembre 1824, l'éphémère État change de dénomination et devient la République fédérale d'Amérique centrale. Son drapeau change également, mais conserve ses caractéristiques principales : seul le blason est légèrement modifié. La République, dissoute en 1849, laisse tout de même le drapeau aux bandes horizontales bleues et blanches comme héritage au Honduras. 
Il faut cependant attendre 1866 pour qu'un décret vienne officialiser le drapeau hondurien tel qu'il est connu aujourd'hui. Le décret législatif numéro 7 du 16 février 1866, adopté lors de la présidence de José María Medina, prévoit que :

« Art. 1. Le drapeau de la République du Honduras aura, comme celui de l'ancienne fédération centraméricaine, deux bandes bleues et une blanche au milieu, placées horizontalement, ainsi qu'un groupe de cinq étoiles bleues, à cinq angles saillants, au centre du champ blanc.
Art. 2. Les bandes du pavillon auront de trois à quatre varas de longueur et neuf pouces de largeur.
Art. 3. Le pavillon précité sera marchand. Celui de guerre aura les mêmes dimensions et couleurs ; et en outre les armoiries à cinq étoiles sous le même écu, placées en forme de demi-cercle. »

De 1895 à 1898, durant la courte existence de la Grande république d'Amérique centrale, une confédération unissant le Honduras au Nicaragua et au Salvador, un nouveau drapeau est adopté, reprenant plusieurs des éléments du drapeau de la République fédérale. Le Honduras reprend néanmoins son drapeau antérieur lorsque la confédération est dissoute.  

Drapeau des Provinces-Unies d'Amérique centrale (1823-1824).
Drapeau de la République fédérale d'Amérique centrale (1825-1839).
Drapeau du Honduras (1866-1895).
Drapeau de la Grande république d'Amérique centrale (1895-1898).

### Normalisation
Le président Juan Manuel Gálvez procède à la normalisation du graphisme, des dimensions et des couleurs du drapeau en adoptant le décret législatif numéro 29 du 18 janvier 1949 qui vient modifier le décret de 1866. Celui-ci prévoit que : 

« Article 1. Réforme du décret-loi n° 7 du 16 février 1866 portant création du drapeau national, qui se lira comme suit :
Art. 1. Le drapeau national du Honduras sera composé de trois bandes égales et horizontales, la supérieure et l'inférieure de couleur bleu turquoise, celle du centre blanche et aura au milieu cinq étoiles de cinq angles saillants de la même couleur bleue, formant avec quatre d'entre eux un rectangle parallèle aux rayures, l'autre étant placée au centre du même quadrilatère. La largeur de l'ensemble des trois bandes doit être contenue deux fois dans la longueur.
Art. 2. Le drapeau de guerre aura la même largeur et la même longueur que celui décrit dans l'article précédent avec les autres conditions prescrites à l'article 1682 de l'ordonnance militaire en vigueur.
Art. 3. Aucune inscription de quelque nature que ce soit ne sera utilisée sur le drapeau national marchand.
Art. 4. Habiliter le pouvoir exécutif à réglementer l'usage du drapeau institué. »

Ce décret vient notamment statuer sur la teinte du bleu qui doit être utilisée, aspect dont le décret de 1866 n'avait pas spécifiquement traité.

### Controverse sur la couleur

Drapeau du Honduras usuel avant la standardisation de la couleur.

Malgré la tentative de normalisation effectuée par décret en 1949, qui prévoyait que les bandes horizontales soient bleu turquoise, le drapeau demeure affiché avec plusieurs teintes distinctes de bleu, la plupart sombres, notamment le bleu cobalt, le bleu saphir, le bleu marine et le bleu outremer. Cette absence d'uniformité est remarquée par plusieurs, notamment le ministre de la Culture sous Porfirio Lobo, Tulio Mariano González, qui admet une « tolérance malsaine, même de la part de l'État, dans le choix d'une couleur qui ne respecte pas la loi ».
Pour l'historien Rolando Sierra, l'emploi de teintes erronées est peut-être venu de ce qu'elles étaient plus faciles à trouver dans le commerce et moins chères. Son confrère José Carlos Cardona rappelle que la tradition de représenter le drapeau avec une teinte de bleu plus foncée s'est institutionnalisée durant la présidence de Vicente Mejía Colindres (1929-1933) et s'est consolidée durant le régime, devenu une dictature, de Tiburcio Carías Andino (1933-1949), qui pratiquait une politique de diffusion des symboles nationaux, notamment lors d'événements civiques ; ce qui a rendu la popularisation de la couleur turquoise plus difficile lorsque le décret de 1949 est venu déclarer qu'elle devait être utilisée. 
L'utilisation de teintes sombres semble aussi en contradiction avec l'hymne national du pays, Tu bandera es un lampo de cielo (« Ton drapeau est une splendeur du ciel »), adopté en 1915, qui fait état dans son refrain d'un « drapeau qui est une splendeur du ciel traversé par un bloc de neige » et de « cinq étoiles bleu pâle ».

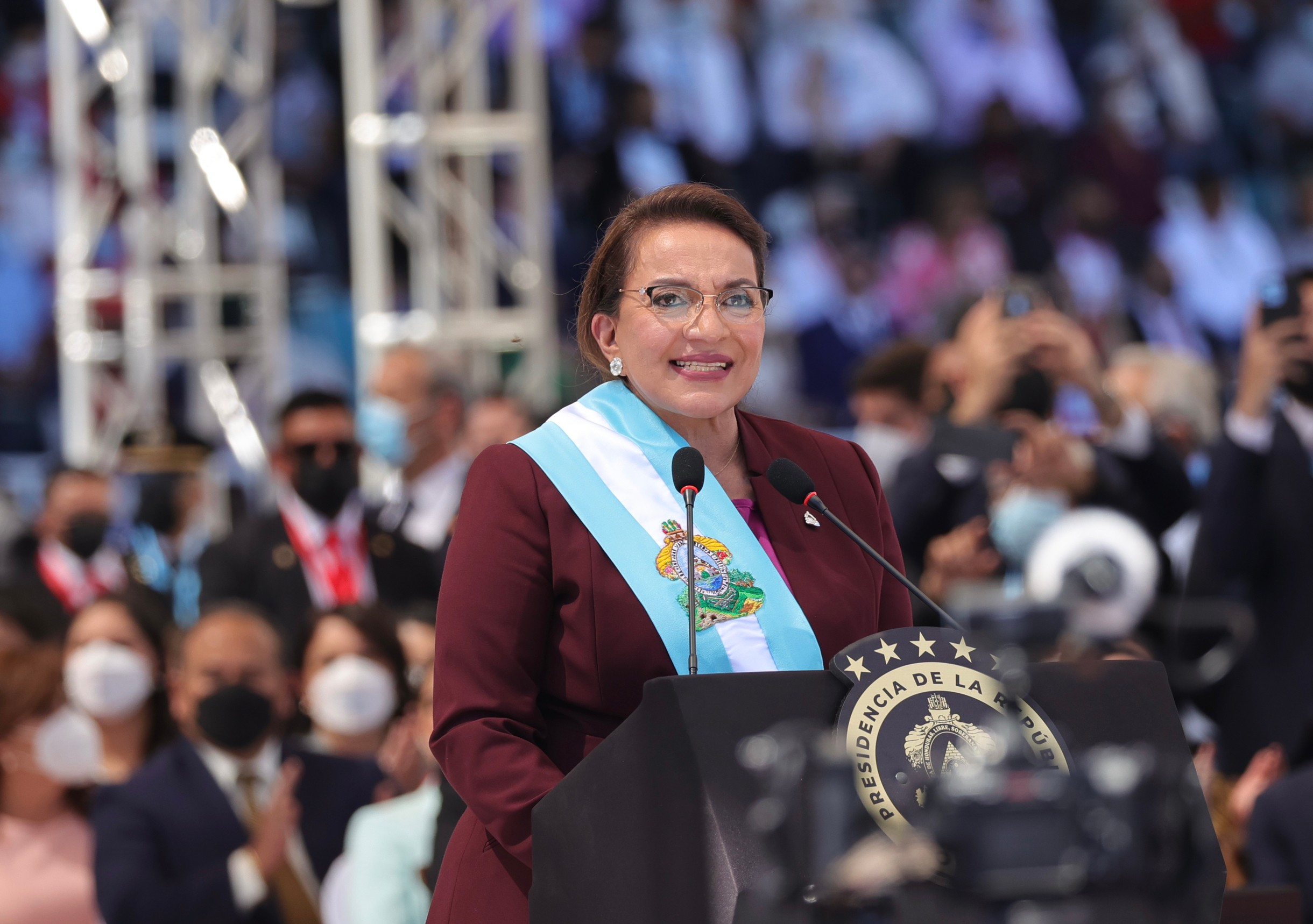
La présidente Xiomara Castro lors de son investiture, avec l'écharpe présidentielle à bandes turquoise.

Vu l'absence d'une norme gouvernementale à cet effet, l'Université nationale autonome du Honduras déclare en septembre 2020 se conformer au décret de 1949 et n'utiliser à partir de ce moment que la couleur turquoise (code hexadécimal : #00BCE4) dans ses communications qui incluront le drapeau national. 
Le changement se concrétise lors de l'entrée en fonction de la présidente Xiomara Castro. Une semaine après son élection, elle déclare que le drapeau qui sera utilisé à partir du 27 janvier 2022, jour de son investiture, sera celui turquoise et blanc. Les Forces armées honduriennes suivent et annoncent le 4 janvier 2022 que leurs uniformes, drapeaux et logotypes changeront pour faire place à la couleur turquoise, toujours en conformité avec le décret.

## Pavillon naval

pavillon naval.

Les navires de guerre du Honduras hissent un pavillon légèrement différent puisque les cinq étoiles sont remplacées par les armoiries du pays.

## Jour du drapeau
Le décret législatif numéro 84-95 du 23 mai 1995, adopté sous la présidence de Carlos Roberto Reina, prévoit que le 1er septembre de chaque année sera le jour du drapeau du Honduras. 